# Ципиљанка
Ципиљанка (рус. Ципилянка) малена је река на крајњем западу европског дела Руске Федерације. Протиче преко хугозападних делова Псковске области, односно преко северног дела њеног Пустошког рејона. Лева је, а уједно и највећа притока реке Алоље у коју се улива на 29. километру узводно од њеног ушћа у Великају. Припада басену реке Нарве, односно Финског залива Балтичког мора.
Свој ток започиње као отока маленог глацијалног језера Ципиља и тече углавном у смеру северозапада, а потом непосредно пре ушћа скреће у смеру запада. Укупна дужина њеног тока је свега 13 km.
На њеним обалама леже села Мутовозово и Амељчино.